# Wang Yajun
Wang Yajun, född 27 augusti 1962, är en kinesisk före detta volleybollspelare. Hon blev olympisk bronsmedaljör i volleyboll vid sommarspelen 1988 i Seoul.